# Paul Voelkner

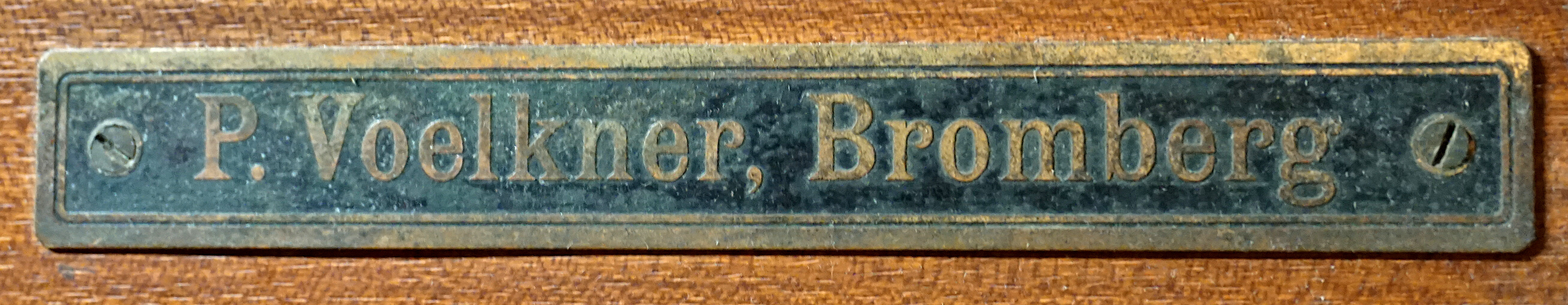
Namensschild Orgel Voelkner in Schwornigatz

Paul Voelkner (* um 1870 in Dünnow, Hinterpommern; † nach 1945) war ein deutscher Orgelbauer in Pommern und Westpreußen von 1900 bis 1918.

## Leben
Sein Vater Christian Friedrich Voelkner hatte eine Orgelbauwerkstatt in Dünnow in Hinterpommern, die der Sohn etwa um 1900 übernahm. 1906 brannte das Fabrikgelände wegen Brandstiftung nieder. Paul Voelkner verkaufte das Gelände und baute eine größere Firma in Bromberg (Bydgoszcz) in Westpreußen auf. 1914 beschäftigte er dort 50 Mitarbeiter, die jährlich etwa 30 Orgeln bauten.
Nachdem Bromberg 1919 polnisch geworden war, verkaufte Paul Voelkner die Fabrik an einen polnischen Geschäftsmann, der dort eine Tischlerei einrichtete. Voelkner erwarb ein Gut wahrscheinlich in Garzigar in Pommern und ließ sich dort nieder. Sein weiteres Leben ist unbekannt.

## Werke (Auswahl)
In der Orgelbaufirma von Paul Voelkner in Dünnow und Bromberg wurden zwischen 1900 und etwa 1916 mehrere hundert Orgeln vor allem in den Provinzen Westpreußen, Hinterpommern und Posen  gebaut. Charakteristisch waren stilgerecht geschnitzte Gehäuse. 
Einige von ihnen sind erhalten.
| Jahr         | Ort                                           | Gebäude                                           | Bild | Manuale | Register | Bemerkungen |
| ------------ | --------------------------------------------- | ------------------------------------------------- | ---- | ------- | -------- | --- |
| um 1901/1902 | Remscheid, Rheinland                          | Kirche                                            |      |         |          | wahrscheinlich nicht erhalten |
| um 1901/1902 | Daressalam, Deutsch-Ostafrika, heute Tansania | Deutsche evangelische Kirche                      |      |         |          | |
| 1902         | Schulzendorf bei Gransee, Brandenburg         | Kirche                                            |      | II/P    | 9        | erhalten |
| 1903         | Rendsburg, Schleswig                          | St. Marien                                        |      |         |          | 1903 begonnen, weiterer Verlauf nicht bekannt, 1972 ersetzt durch Walcker-Orgel |
| 1907         | Bütow (Bytów)                                 | Stadtkirche St. Katharina und Johannis Baptista   |      | II/P    | 23       | erhalten |
| 1908         | Neustettin (Szczecinek), Hinterpommern        | Kirche St. Marien, heute Kirche Mariä Himmelfahrt |      | II/P    | 35       | 2014 Generalrestaurierung |
| 1908         | Wannagen, Ostpreußen, heute Vanagai, Litauen  | Evangelisch-lutherische Kirche                    |      | II/P    | 10       | 2003 Restaurierung durch Gučas |
| 1909         | Kolberg (Kołobrzeg), Hinterpommern            | Kirche                                            |      |         | 23       | |
| 1909         | Posen (Poznań)                                | Festsaal der Königlichen Akademie                 |      | II/P    | 38       | |
| 1910         | Środa (Środa), Großpolen                      | Kirche                                            |      |         | 34       | |
| 1910         | Kulm (Chełmno)                                | Franziskanerkirche St. Jakob und Michael          |      | II/P    | 17       | erhalten |
| 1910         | Danzig-Langfuhr (Gdańsk)                      | Herz Jesu                                         |      |         | 42       | |
| 1911         | Wriezen, Brandenburg                          | St. Laurentius                                    |      | II/P    | 18       | In Entweihter Kirche Original erhalten. |
| 1911         | Schneidemühl (Piła)                           | St. Johannes                                      |      |         | 34       | |
| 1911         | Deutsch Krone (Wałcz)                         | Kirche, heute St. Nikolai                         |      | II/P    | 22       | erhalten |
| 1912         | Berlin-Wilhelmshagen                          | Taborkirche                                       |      | II/P    | 18       | erhalten, aber nicht spielbar |
| 1912         | Bromberg (Bydgoszcz), Westpreußen             | St. Trinitatis                                    |      |         | 40       | |
| 1912         | Bromberg (Bydgoszcz)                          | Herz Jesu                                         |      |         | 28       | [ 7 ] |
| 1912         | Stolp (Słupsk), Hinterpommern                 | St. Marien                                        |      | III/P   | 48       | |
| 1912         | Czersk, Westpreußen                           | Kirche                                            |      |         | 28       | |
| 1912         | Lägerdorf, Holstein                           | Lutherkirche                                      |      | II/P    | 13       | 2016 bis 2018 restauriert, einzige erhaltene Voelkner-Orgel in Schleswig-Holstein |
| 1912         | Messow (Maszewo), Neumark                     | Kirche                                            |      | II/P    | 13       | ? Umbau ? Neubau 1868 von Grüneberg |
| 1913         | Posen (Poznań)                                | Erlöserkirche                                     |      | III/P   | ?        | erhalten, ursprüngliche Disposition unbekannt, umgebaut wahrscheinlich nach 1945, 2000 Generalrestaurierung durch Drozdowicz, jetzt III/P, 49, elektropneumatische Traktur                         |
| 1913         | Wriezen                                       | St. Laurentius                                    |      | II/P    | 18       | erhalten |
| 1914         | Polnisch Krone (Koronowo), Provinz Posen      | Kirche, heute Mariä Himmelfahrt                   |      |         |          | erhalten |
| 1914         | Attendorn, Rheinland                          | Kirche                                            |      | II/P    | 13       | nicht erhalten |
| 1915/1916    | Danzig (Gdańsk)                               | Christuskirche                                    |      | II/P    | 27       | |
| 1916         | Rötzenhagen (Boleszewo), Hinterpommern        | Kirche                                            |      | I/P     | 5        | nicht spielbar |
| ?            | Deutsch Krone (Wałcz)                         | Kirche, heute Kapuzinerkirche St. Antonius        |      | II/P    | 27       | Zuschreibung, erhalten |
| ?            | Schwornigatz Westpreußen                      | Kirche St. Barbara                                |      |         |          | Der original Spieltisch wurde ausgetauscht. Er steht im Raum hinter der Orgel. Das Instrument erhielt beim Umbau zusätzliche Pfeifen. Das Namensschild wurde an den neuen Spieltisch angeschraubt. |

## Belege
1. ↑  Von 1909 bis 1912 sind 117 Orgelneubauten in einer Liste erfasst. Weitere umfassende Übersichten sind nicht bekannt.
2. ↑  Zeitung für Hinterpommern vom 15. Mai 1903, zitiert in Hans Boldt: Dünnow als ostpommersche Heimstätte deutscher Kirchenorgelbaukunst. In: Ostpommersche Heimat. 1937, Nr. 10. PDF, darin auch vorherige Orgeln in Remscheid und Daressalam erwähnt
3. ↑  Szczecinek, Kościół Narodzenia NMP MudicamSacram, mit Geschichte und Disposition (polnisch)
4. ↑  Orgel Orgdatabase, mit Disposition (niederländisch)
5. ↑  Chełmno, Kościoł św. Jakuba i św. Mikołaja (pofracziskański) MusicamSacram, mit Disposition
6. ↑  Orgel Wirtualne Centrum Organowe, mit Disposition (polnisch)
7. ↑  Bydgoszcz, Herz-Jesu-Kirche organy.pro (polnisch)
8. ↑  Orgeln Kirchenkreis, mit Disposition
9. ↑  Orgel Lägerdorf SPD Dithmarschen
10. ↑  Poznań, Kościół Najświętczego Zbawiciela Musicam Sacram (polnisch)
11. ↑  Koronowo, Bazlika Wnębożecia NMP MusicamSacram (polnisch)
12. ↑  Wałcz, Kościół sw. Antoniego MusicamSacram, mit Disposition (polnisch)
13. ↑  Orgel Wirtualne Centrum Organowe, mit Disposition (polnisch)

| Personendaten    | Personendaten                                   |
| ---------------- | ----------------------------------------------- |
| NAME             | Voelkner, Paul                                  |
| ALTERNATIVNAMEN  | Voelkner, P. B.; Völkner, Paul                  |
| KURZBESCHREIBUNG | deutscher Orgelbauer in Pommern und Westpreußen |
| GEBURTSDATUM     | um 1870                                         |
| GEBURTSORT       | Dünnow                                          |
| STERBEDATUM      | nach 1945                                       |